# Solution Tech-Vini Fantini/Saison 2025
Dieser Artikel beschreibt die Mannschaft und die Siege des Radsportteams Solution Tech-Vini Fantini in der Saison 2025.

## Mannschaft
| Teamkader 2025          | Teamkader 2025     | Teamkader 2025         | Teamkader 2025                                 |
| Name                    | Geburtsdatum       | Land                   | Vorheriges Team                                |
| ----------------------- | ------------------ | ---------------------- | ---------------------------------------------- |
| Yukiya Arashiro         | 22. September 1984 | Japan                  | Bahrain Victorious (2024)                      |
| Davide Baldaccini       | 22. Mai 1998       | Italien                | Petroli Firenze-Hopplà-Don Camillo (2021)      |
| Alexandre Balmer        | 4. Mai 2000        | Schweiz                | Team Jayco AlUla (2023)                        |
| Valerio Conti           | 30. März 1993      | Italien                | Astana Qazaqstan Team (2022)                   |
| Filippo Fortin          | 1. Februar 1989    | Italien                | Maloja Pushbikers (2024)                       |
| Roberto González        | 21. Mai 1994       | Panama                 | MG.K Vis Colors For Peace (2023)               |
| Alessandro Iacchi       | 26. Mai 1999       | Italien                | Team Qhubeka (2022)                            |
| Felix Meo               | 3. April 1997      | Neuseeland             | Maloja Pushbikers (2024)                       |
| Tommaso Nencini         | 10. September 2000 | Italien                | Zalf Euromobil Fior (2024)                     |
| Andrea Piras            | 5. Februar 2002    | Italien                | Namedsport-MI Impianti (2024)                  |
| Lorenzo Quartucci       | 5. April 1999      | Italien                | Petroli Firenze-Hopplà (2022)                  |
| Dušan Rajović           | 19. November 1997  | Serbien                | Bahrain Victorious (2024)                      |
| Joann Rolando           | 20. September 2006 | Italien                | Team Franco Ballerini (2024)                   |
| Carlos Samudio          | 5. Oktober 1997    | Panama                 | MG.K Vis Colors For Peace (2024)               |
| Kristian Sbaragli       | 8. Mai 1990        | Italien                | Alpecin-Deceuninck (2023)                      |
| Mark Stewart            | 25. August 1995    | Vereinigtes Königreich | Bolton Equities Black Spoke Pro Cycling (2023) |
| Arnaud Tissières        | 14. Mai 1996       | Schweiz                | Elite Fondations Cycling Team (2024)           |
| Kyrylo Tsarenko         | 13. Oktober 2000   | Ukraine                | Gallina-Ecotek-Lucchini (2022)                 |
| Luca Verrando           | 12. Juli 2004      | Italien                | Team Bike Sicilia - Multicar Amarù (2024)      |
| Đorđe Đurić             | 21. Juni 2000      | Serbien                | Adria Mobil (2024)                             |
|                         |                    |                        |                                                |
| Quelle: ProCyclingStats |                    |                        |                                                |

## Siege
| Siege    | Siege                                         | Siege                        | Siege  | Siege         | Siege |
| Datum    | Rennen                                        | Staat                        | Klasse | Sieger        |       |
| -------- | --------------------------------------------- | ---------------------------- | ------ | ------------- | ----- |
| 25. Jan. | Sharjah International Cycling Tour, 2. Etappe | Vereinigte Arabische Emirate | 2.2    | Dušan Rajović |       |

## UCI-Weltranglisten-Platzierungen
| UCI-Ranking | UCI-Ranking | UCI-Ranking | UCI-Ranking |
| Fahrer      | Fahrer      | Land        | Punkte      |
| ----------- | ----------- | ----------- | ----------- |